# Imbert Isserand
Imbert Isserand, mort en  1547,  est un prélat français  du XVIe siècle qui fut évêque de Glandèves de 1539 à 1547. 
Isserand est religieux et aumônier de l'abbaye de Montmajour, au diocèse d'Arles, lorsque le roi François Ier l'appelle dès 1536, à recueillir la succession épiscopale de Jacques Terrail. Mais il n'est nommé que le 16 juin 1539
après la résignation de  Louis de Charny. Il semble qu'il meurt au début de 1547 et non pas en 1548 car on possède des actes de son successeur de novembre 1547.

## Source
- Honoré Fisquet Gallia Christiana La France pontificale Métropole d'Ais, Diocèse de Glandèves p. 327